# Антидиагональная матрица
Антидиагональная матрица — матрица, все элементы которой равны нулю, кроме стоящих на побочной диагонали, то есть такая {\displaystyle (n\times n)}-матрица {\displaystyle A}, для которой {\displaystyle A_{i,j}=0} для любых любых пар {\displaystyle (i,j)}, удовлетворяющих условию {\displaystyle i+j\neq n+1}.
Пример:
{\displaystyle {\begin{bmatrix}0&0&0&0&1\\0&0&0&2&0\\0&0&5&0&0\\0&7&0&0&0\\-1&0&0&0&0\end{bmatrix}}}.
Все антидиагональные матрицы являются персимметричными.
Умножение диагональных матриц даёт диагональную матрицу; умножение антидиагональной матрицы на диагональную в любом порядке даёт антидиагональную матрицу. Антидиагональные матрицы обратимы тогда и только тогда, когда все элементы её побочной диагонали являются ненулевыми. Обратная матрица любой невырожденной антидиагональной матрицы также является антидиагональной.
Модуль определителя антидиагональной матрицы равен модулю произведения элементов, стоящих на побочной диагонали:
{\displaystyle \det A=(-1)^{\frac {(n-1)n}{2}}\prod _{i=1}^{n}A_{i,n+1-i}}.
Любая антидиагональная матрица {\displaystyle A} с элементами {\displaystyle \lambda _{i}} на побочной диагонали может быть получена из диагональной матрицы {\displaystyle D} с теми же элементами {\displaystyle \lambda _{i}} на главной диагонали умножением на перъединичную матрицу {\displaystyle J}: {\displaystyle A=JD=DJ}.